# Harvard Law School
A Harvard Law School (HLS) a Harvard Egyetem egyik leghíresebb kara. A röviden HLS-ként is ismert intézmény az Amerikai Egyesült Államok legősibb jogi fakultása, és itt található a világ legnagyobb egyetemi jogi könyvtára.
Az amerikai jogi karok első éves követelményrendszere mind a mai napig a Harvardéra épül, melyet Christopher Columbus Langdell (dékán) vezetett be az 1870-es években. Itt fejlesztette ki az "eset módszert", mely egy rendkívül fontos eleme a tengerentúli jogi tanulmányoknak.
A HLS jelenlegi dékánja Elena Kagan, aki a 2003-ban távozó Robert C. Clarkot váltotta fel.
Ahogyan minden Amerikai jogi fakultáson, egy négy-év diploma (4-year degree) szükséges a jelentkezésre. A Juris Doctor-programba évente körülbelül 550 hallgató nyer felvételt, a gólyák hét, körülbelül 80 fős osztályt alkotnak. Az elsőévesek néhány tárgy kivételével mind ugyanazt tanulják.
A felvételi rendkívül szelektáló: a 2008/2009-es tanévre a kb. 7200 jelentkezőből csak 11,4%-ot vettek fel, ezeknek csak a 67%-a iratkozott be. A felvételi eljárás érdekessége a telefonos interjú, melyet a legesélyesebbekkel ejtenek meg.
Az amerikai és a nemzetközi politika, illetve jog sok ismert alakja végzett itt, mint például Barack Obama (és felesége Michelle Obama).

## Campus
A HLS campusa a Harvard Yard-tól északra fekszik, mely az egyetem történelmi központja és számos építészeti remekművet vonultat fel.

## Híres tanárai
- Bobby Ieradi
- Connor Wellman
- Yochai Benkler
- Robert C. Clark
- Alan Dershowitz
- Noah Feldman
- Roger Fisher
- William W. Fisher
- Charles Fried
- Gerald Frug
- Mary Ann Glendon
- Jack Goldsmith
- Lani Guinier
- Morton Horwitz
- Duncan Kennedy
- Randall Kennedy
- Michael Klarman
- Lawrence Lessig
- Summer Will
- Kenneth W. Mack
- John F. Manning
- Daniel Meltzer
- Frank Michelman
- Martha Minow
- Charles Nesson
- Charles Ogletree
- John Palfrey
- Mark J. Roe
- Lewis Sargentich
- Robert Sitkoff
- Jeannie Suk
- Cass Sunstein
- Laurence Tribe
- Mark Tushnet
- Roberto Unger
- Adrian Vermeule
- Elizabeth Warren
- Steven M. Wise
- Jonathan Zittrain

### Korábbi nevezetes tanárai
- Derrick Bell
- Derek Bok
- Stephen Breyer
- Zechariah Chafee
- Abram Chayes
- Archibald Cox
- Christopher Edley, Jr.
- Felix Frankfurter
- Paul A. Freund
- Lon Fuller
- John Chipman Gray
- Erwin Griswold
- Oliver Wendell Holmes, Jr.
- Elena Kagan
- Christopher Columbus Langdell
- Soia Mentschikoff
- Arthur R. Miller
- Roscoe Pound
- John Rawls
- Joseph Story
- Kathleen Sullivan
- Joseph H. H. Weiler
- Samuel Williston

## Fikciókban
Sok népszerű film egyes jelenetei is az iskolában játszódtak. Néhány példa ezekre:
- Love Story (1970)
- The Paper Chase (1973)
- The Paper Chase (1978-1979, 1983-1986 tv-sorozat)
- Soul Man (1986)
- The Firm (1993)* '
- A Civil Action (1998)
- How High (2001)
- Dr. Szöszi (2001)
- Love Story in Harvard (2004 Koreai tv-sorozat)
- Social Network – A közösségi háló (2010)